# Leosthenes
Leosthenes (altgriechisch Λεωσθένης Leōsthénēs; † 323 v. Chr. vor Lamia) war ein griechischer Feldherr, der vor allem durch seine Rolle im Lamischen Krieg hervorgetreten ist.
Sein früher Werdegang ist weitgehend unbekannt. Zum Teil wird angenommen, er habe unter Alexander dem Großen in Asien gedient, doch dürfte eine entsprechende Passage bei Strabo auf einer Verwechslung mit Leonnatos beruhen. Leosthenes erscheint kurz vor dem Tod Alexanders in den Quellen, wobei er bereits hier eine recht prominente Rolle als Opponent makedonischer Interessent spielt. Ihm war das Kommando über rund 8.000 griechische Söldner anvertraut, die auf Befehl Alexanders aus Asien nach Kap Tainaron verschifft wurden (siehe „Söldnerdekret“ Alexanders des Großen). Als die Nachricht von Alexanders Tod diese Truppen erreicht, nutzt Leosthenes die Gelegenheit, sie zur Revolte gegen die makedonische Herrschaft zu bewegen. Gleich darauf eilte Leosthenes nach Aitolien, um auch die dortige Bevölkerung zum Aufstand zu bewegen. Wenig später schlossen sich auch Lokris, Phokis, Doris, Thessalien und weite Teile der Peloponnes der Bewegung an. Leosthenes wurde dabei zum Oberbefehlshaber der Truppen bestimmt. Er versammelte das Heer in der Nähe der Thermopylen. Die Böotier hielten dagegen am Bündnis mit Makedonien fest, doch wurde das böotische Heer, nachdem auch die Athener sich der Koalition angeschlossen hatten, rasch besiegt. Der Großteil der makedonischen Armee stand noch in Asien, sodass Antipater, der makedonische Statthalter im europäischen Teil des Alexanderreiches, den Aufständischen zunächst zahlenmäßig deutlich unterlegen war; seine Truppen wurden denn auch bei einem Gefecht nahe den Thermopylen zurückgeschlagen, sodass er sich gezwungen sah, sich in die thessalische Festung Lamia zurückzuziehen, bis Verstärkung eintreffen würde. Leosthenes wollte Lamia zunächst im Sturm nehmen, was ihm aber nicht gelang, sodass er Zuflucht zu einer langwierigen Blockade nehmen musste. Bei einem Ausfall der belagerten Makedonier wurde Leosthenes von einem Steinwurf getroffen. Er starb drei Tage darauf an den Verletzungen.
Leosthenes war offenbar noch recht jung, hinterließ aber dennoch Kinder. Seine Grabrede wurde von Hypereides gehalten, später wurde ihm von den Griechen im Hafen Piräus ein Denkmal errichtet. Auf dem Posten des strategos folgte ihm Antiphilos nach.